# Carrión
Il Carrión è un fiume della Spagna lungo 179 km che scorre interamente nella provincia di Palencia. È un affluente del Pisuerga, che a sua volta è tributario di sinistra del Duero. Nasce a Fuentes Carrionas, all'interno del Parque Natural de las Fuentes Carrionas y Fuente Cobre-Montaña Palentina, e passa per Velilla del Río Carrión, Guardo, Saldaña, La Serna, Carrión de los Condes, Monzón de Campos, la città di Palencia, e Villamuriel de Cerrato. Alla fine del suo corso si unisce con il Pisuerga nel comune di Dueñas.
Il fiume alimenta i bacini artificiali di Camporredondo e di Compuerto.

## Geografia

### Sorgente

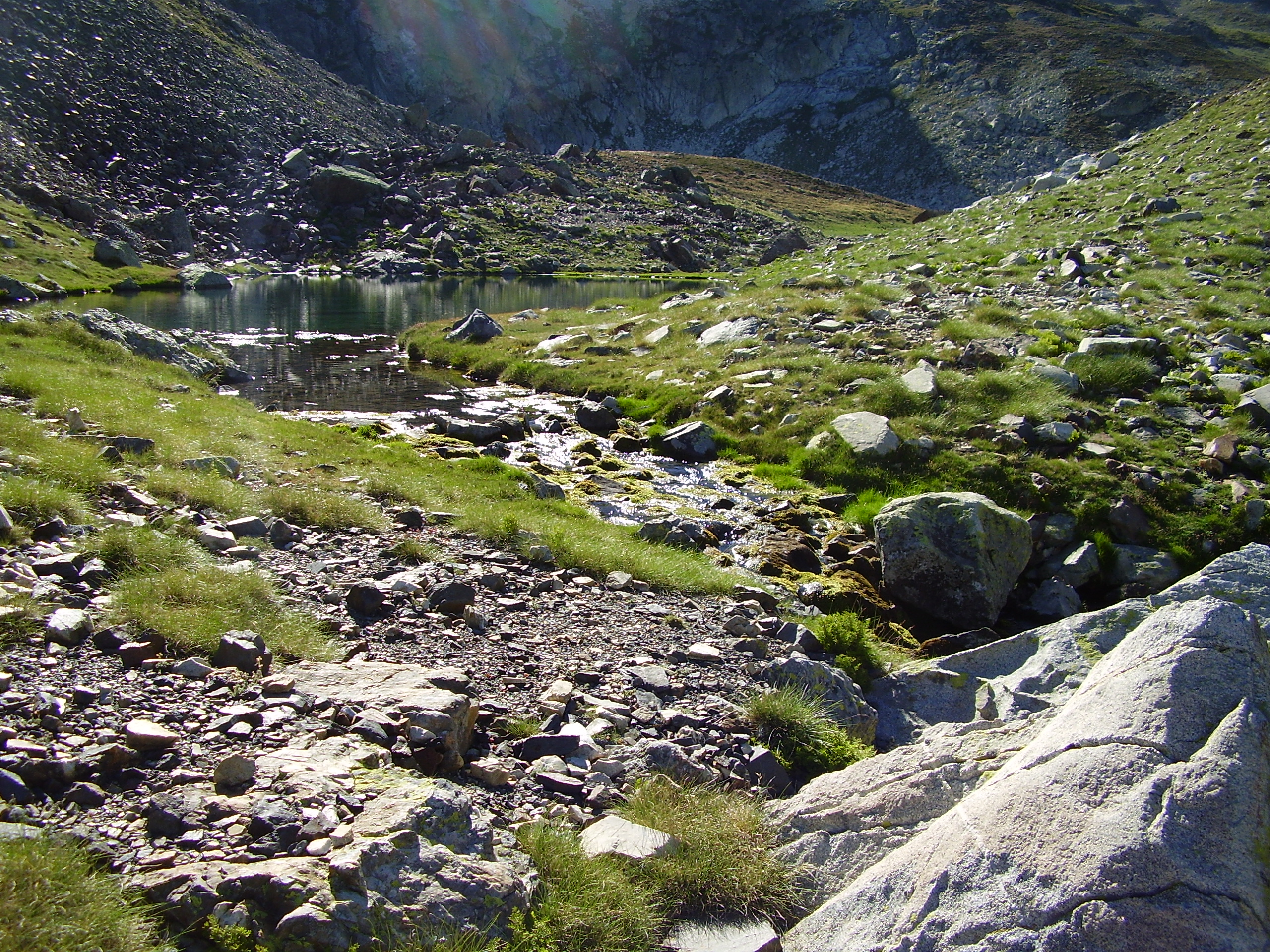
Sorgente del Carrión scendendo dalla laguna di Fuentes Carrionas.

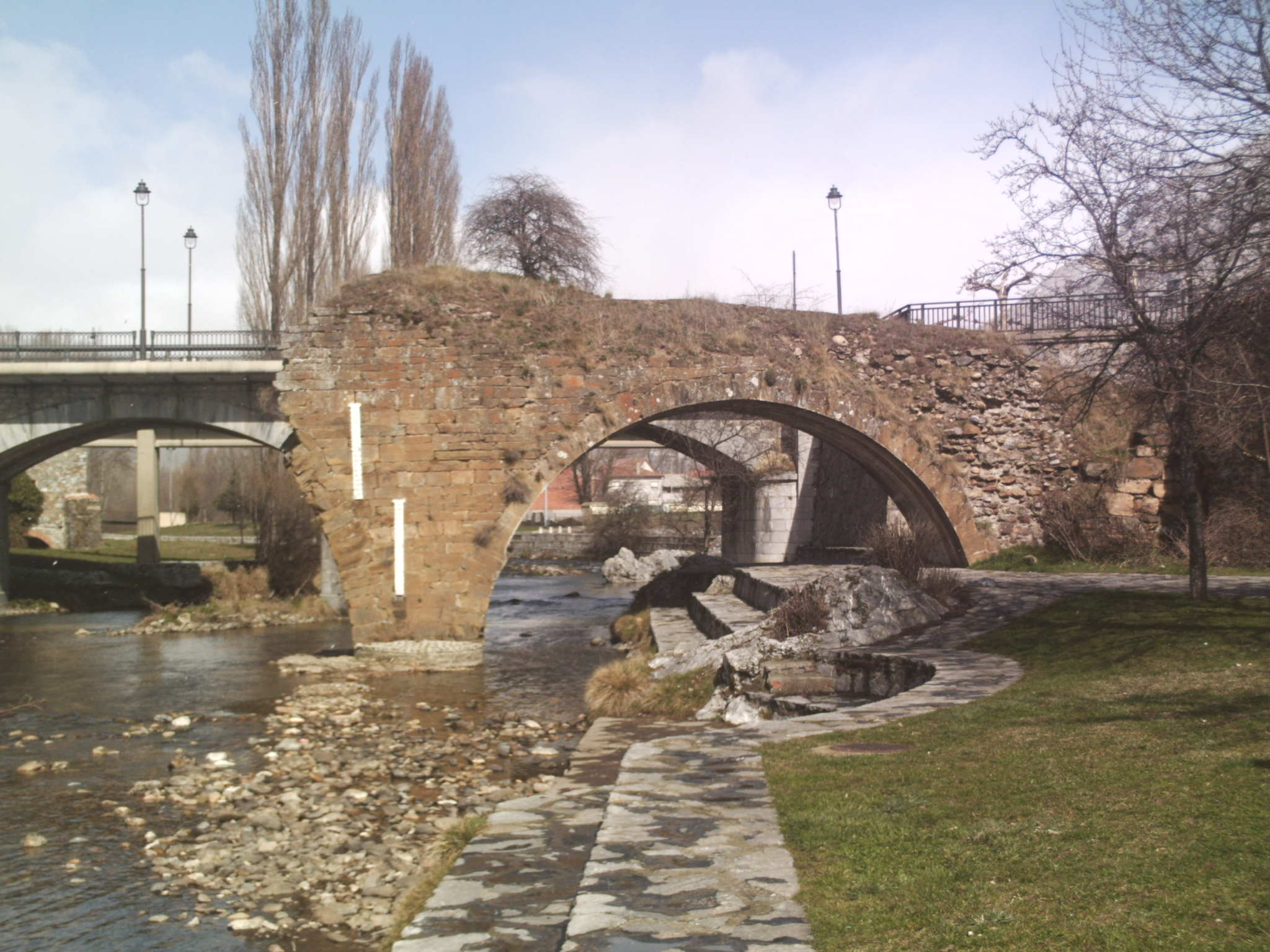
Il Carrión a Velilla, con il Ponte Romano di Velilla in primo piano, e sullo sfondo il ponte moderno.

Il Carrión nasce a 2.220 metri sul livello del mare, nella Laguna de Fuentes Carrionas, nel territorio del comune di Velilla del Río Carrión, dentro un circo glaciale circondato da cime che superano i 2.400 m, La zona è compresa nel Parque Natural de las Fuentes Carrionas y Fuente Cobre-Montaña Palentina, in un ambiente di alta montagna conosciuto anche come Santuario del Carrión, e considerata, da parte degli amanti dell'escursionismo, un itinerario di grande bellezza.

### Corso
Dentro il territorio di Velilla il Carrión subisce i cambi più notevoli: passa da essere un semplice ruscello che scende dalla sorgente nella Laguna de Fuentes Carrionas, a 2.220 m, per ricevere le acque dei numerosi ruscelli e fiumi che nascono da queste alte montagne, come i fiumi Cardaño e Arauz, ed i torrenti di Aviaos o Mazobres, oltre ad essere sbarrato da due dighe costruite lungo il percorso: il lago de Camporredondo (1930) e, adiacente a questo, il lago di Compuerto (1960).
Già all'interno della località, il Carrión riceve le acque del Besandino, che nasce in provincia di León. A Velilla vi sono due ponti sul Carrión, uno medievale (pur essendo chiamato Ponte Romano) semidistrutto, e un altro di costruzione più recente su cui passa la strada CL-615 Palencia-Riaño.
Prima di raggiungere Guardo si trova un altro piccolo bacino di ritenzione, chiamato Diga di Villalba da cui viene derivata l'acqua di raffreddamento della centrale termoelettrica di Velilla.
Nella città di Palencia il fiume si apre in vari bracci due volte, formando due isole di grandi dimensioni e tre più piccole. Il Carrión fu, da tempi molto remoti, il centro della vita cittadina, il Puentecillas (il ponte più antico della città, di origine romana) già permetteva il passaggio dalla facciata principale della cattedrale al Sotillo de los Canónigos (situato nella seconda isola più grande). Durante la rivoluzione industriale il fiume fu deviato creando un alveo nell'allora centro cittadino (dove si trova il Puente Mayor del XVI secolo) fino alla periferia per rifornire le fabbriche di acqua. Quest'isola che si formò ricevette il nome di "Isla Dos Aguas" e attualmente ospita un parco, alcune case, un albergo ed il campo da golf comunale.